# Vanda Lukács
Vanda Lukács (* 8. Dezember 1992) ist eine ungarische Tennisspielerin.

## Karriere
Lukács begann mit sieben Jahren das Tennisspielen und bevorzugt Sandplätze. Sie spielt überwiegend Junioren- und ITF-Turniere. Sie gewann auf dem ITF Women’s Circuit bislang jeweils sieben Einzel- und Doppeltitel.
Sie spielte in der ungarischen Szuperliga für den MTK Budapest und gewann mit der Mannschaft 2013 den Titel.
Lukács spielte 2011 in Budapest erstmals auf der WTA Tour, im Jahr darauf erreichte sie dort das Achtelfinale.

## Turniersiege

### Einzel
| Nr. | Datum            | Turnier                  | Kategorie   | Belag | Finalgegnerin     | Ergebnis      |
| --- | ---------------- | ------------------------ | ----------- | ----- | ----------------- | ------------- |
| 1.  | 18. Oktober 2015 | Santa Margherita di Pula | ITF $10.000 | Sand  | Lilla Barzo       | 4:6, 7:5, 6:3 |
| 2.  | 23. Oktober 2016 | Santa Margherita di Pula | ITF $10.000 | Sand  | Elyne Boeykens    | 0:6, 6:1, 6:2 |
| 3.  | 30. Oktober 2016 | Santa Margherita di Pula | ITF $10.000 | Sand  | Katarina Zawatska | 6:1, 6:3      |
| 4.  | 6. November 2016 | Santa Margherita di Pula | ITF $10.000 | Sand  | Ylena In-Albon    | 6:1, 6:2      |
| 5.  | 19. Mai 2019     | Iraklio                  | ITF $15.000 | Sand  | Darja Astachowa   | 7:5, 6:2      |
| 6.  | 30. Juni 2019    | Budapest                 | ITF $15.000 | Sand  | Chantal Škamlová  | 6:3, 2:6, 6:3 |
| 7.  | 13. Juni 2021    | Antalya                  | ITF W15     | Sand  | İlay Yörük        | 6:0, 5:7, 6:3 |

### Doppel
| Nr. | Datum              | Turnier                  | Kategorie   | Belag | Partnerin           | Finalgegnerinnen                       | Ergebnis         |
| --- | ------------------ | ------------------------ | ----------- | ----- | ------------------- | -------------------------------------- | ---------------- |
| 1.  | 24. September 2011 | Athen                    | ITF $10.000 | Sand  | Christina Shakovets | Natalia Siedliska Sylwia Zagórska      | 6:3, 6:2         |
| 2.  | 25. Mai 2012       | Velenje                  | ITF $10.000 | Sand  | Anna-Lena Friedsam  | Anja Prislan Dejana Raickovic          | 7:63,5:7, [10:4] |
| 3.  | 11. Oktober 2015   | Santa Margherita di Pula | ITF $10.000 | Sand  | Camilla Rosatello   | Dasha Ivanova Melany Krywoj            | 6:3, 6:2         |
| 4.  | 1. September 2016  | St. Pölten               | ITF $10.000 | Sand  | Justyna Jegiołka    | Mariana Dražić Janina Toljan           | 6:4, 4:6, [11:9] |
| 5.  | 7. April 2018      | Hammamet                 | ITF $15.000 | Sand  | Natalia Siedliska   | Montserrat González Jessica Ho         | 6:4, 7:5         |
| 6.  | 4. Mai 2019        | Antalya                  | ITF $15.000 | Sand  | Manca Pislak        | Jennifer Luikham Ramu Ueda             | 7:5, 5:7, [10:6] |
| 7.  | 22. Mai 2021       | Iraklio                  | ITF W15     | Sand  | Melania Delai       | Emily Seibold Arina Gabriela Vasilescu | 6:2, 6:2         |